# 아메리카토란
아메리카토란(Xanthosoma sagittifolium)은 천남성아과 아메리카토란속에 속하는 식물이다. 토란과 유사하게 녹말이 알줄기에 맺혀 식용 작물로 사용된다.